# Craig Evers
Craig Evers (8 juni 1990) is een Australisch voormalig wielrenner. In 2015 werd hij achter Michael Hepburn tweede op het Oceanisch kampioenschap tijdrijden voor eliterenners.

## Belangrijkste overwinningen
2015
2e etappe New Zealand Cycle Classic
1e etappe Ronde van Borneo
2016
9e etappe Ronde van het Poyangmeer

## Ploegen
- 2015 –  Data#3 Symantec Racing Team p/b Scody
- 2016 –  Data#3 Cisco Racing Team p/b Scody
- 2017 –  7 Eleven Roadbike Philippines

Allen · Bridgwood · Cupitt · Evers · Grunke · Hubbard · Irvine · Jory · Melville · Mowatt · Newbery · Spurrell · R.Thomas · S.Thomas · Volkers · Williams
Berry · Cariño · Evers · Ewart · Felipe · Galedo · Kaneko · Lim · B. Martin · N. Martin · Nohales · Peralta · Perez